# Kavárna nad Prahou
Kavárna nad Prahou (německy Das Traumcafé einer Pragerin, 1996) je kniha spisovatelky Lenky Reinerové, koláž příběhů, fotografií a útržků vzpomínek z autorčina mládí vsazená do vysněné nebeské kavárny nad jejím rodným městem. Autorka v drobných humorných příbězích vzpomíná mj. na vybrané osobnosti pražské německé literární scény. Česky kniha poprvé vyšla roku 2001 v nakladatelství Labyrint, další vydání je z roku 2010. Z německého originálu ji přeložila Jana Zoubková. Kavárna nad Prahou vyšla také jako stejnojmenná audiokniha, kterou v roce 2004 česky načetla sama autorka. Vyprávění je doprovázeno hudbou Jaroslava Ježka (Vydal Labyrint ve spolupráci vydavatelstvím Tympanum, 2010).

## Obsah díla
Autorka v úvodu knihy vykresluje snovou kavárnu v oblacích nad Prahou, do které postupně jako hosty usazuje své blízké, přátele a známé osobnosti, které během začátků své žurnalistické činnosti měla příležitost poznat. Vede s nimi humorné smyšlené rozhovory a vzpomíná nejen na ně, ale i na zašlou slávu kaváren z mírových meziválečných dob. „Kam jen zmizely ty kavárny, přemýšlím často, když se toulám Prahou – kavárny, v nichž člověk mohl nad šálkem černé kávy (takzvaná turecká u nás díkybohu ještě nebyla k mání) půl dne nebo třeba celý diskutovat a kout plány, leccos se dozvědět, pozorovat zajímavé lidi, někdy se s nimi i seznámit, spřátelit, nebo dokonce najít velkou lásku. A protože už tahle útočiště dávných let neexistují, spřádám teď ráda jeden velmi osobní pražský sen.“ (Lenka Reinerová, Kavárna nad Prahou, 2010).
Ve svém vyprávění nejvíce akcentuje své přátelství s tzv. „zuřivým reportérem“ Egonem Erwinem Kischem, s jehož rodinou strávila nějaký čas ve Versailles na útěku z Československa před Hitlerem i v následném exilu v Mexiku. Kischovi věnuje také závěrečnou kapitolu. Mezi dalšími hosty kavárny, z nichž ne všechny nutně znala osobně, ale do své vysněné kavárny je přesto z různých důvodů přivádí, se objeví mj. Max Brod, Franz Kafka, Karel Čapek, Jaroslav Hašek, František Langer, Gustav Meyrink, Karel Reiner, Norbert Frýd, Jaroslav Seifert, Jaroslav Foglar, Franz Carl Weiskopf, Helene Weigel a další.
„Editor doplnil knihu fotografiemi z archivů a ze sbírek známých i méně známých fotografů, které opatřil výstižnými komentáři nápaditě uvádějícími do dobové atmosféry.“ (Jiří Janáček, Tvar, 2001)

## Recenze
Jiří Janáček ve své recenzi v časopisu Tvar popisuje část pozoruhodného života Lenky Reinerové. Podotýká, že se autorka nesnaží vyhřívat ve stínu slavných osobností, které měla možnost ve svém životě poznat, ani nestaví na odiv své přátelství s některými z nich. „Autorka sice nazvala svou práci vzpomínkami, ale nečekají nás tu suchá historická nebo životní fakta, jde spíše o imprese, živé zážitky, letmá setkání s literáty, hudebníky, výtvarníky nebo s jejich díly. Podařilo se tak zachytit atmosféru Prahy spisovatelčiny mladosti.“  (Jiří Janáček, Tvar, 2001)
Milan Dubský v Pozitivních novinách vyjadřuje Lence Reinerové zdvořilý obdiv za hledání radosti v maličkostech, za veliké obrazy poskládané z malých příběhů, za citlivou vnímavost. „Její životní osudy a průběh jejího životního pochodu je vyjádřen a vtesán do pravdivého rčení, jež zlidovělo. Život je jeden z nejtěžších. Její byl naplněn až do dna a přesto ji nezlomil, zůstala silná, nezlomená a svou tvorbou vlévá do duší čtenářů naději a pravdivé pohledy na vše, co se odehrálo a odehrává kolem nás.“  (Milan Dubský, Pozitivní noviny, 2007)